# Індійська крикетна ліга
Індійська крикетна ліга (англ. Indian Cricket League, ICL) — приватна ліга для змагань з крикету, ігри якої проводяться за правилами різновиду крикету Двадцять20. Ліга заснована в 2007 і співіснує з Індійською прем'єр-лігою.
В сезоні 2007 року в лізі грало 6 команд, це число збільшилося до 8 наступного року та до 9 наступного, з них 4 — з інших країн. Багато національних ліг вважає ICL неофіційною «піратською» лігою, загрожуючи її гравцям дискваліфікацією, але ці загрози ще не були реалізовані.
Команди ліги:
- Ахмедабад Рокетс
- Чандіґарх Лайонс
- Ченнаї Суперстарз
- Делі Джайнтс
- Дака Ворріорз
- Хайдерабад Хіроез
- Лахор Бадшахс
- Мумбаї Чемпс
- Роял Бенґал Тайґерз